# トミカリミテッドヴィンテージ
トミカリミテッドヴィンテージは、タカラトミーの子会社であるトミーテックが2004年から発売する1/64スケールのミニカーシリーズ。略称はTLV。

## 概要
既存のトミカリミテッドと異なり、「もしもトミカが昭和30年代に誕生していたら」というコンセプトにより1950年代から1960年代後期の日本車を新規の金型で製品化している。本家トミカ同様、乗用車だけでなくトラックやバスも製品化しているが、ドア開閉などのギミックがないディスプレイ専用モデルとなっており、対象年齢を15歳以上としている。通常のトミカが車体の大きさをある程度統一するため車種によってスケールがまちまちであるのに対し、こちらはすべて1/64で統一されている。
当初は製品コンセプト通りトミカ発売（1970年）以前の実車をミニカー化するとしていたが、2006年10月以降は「トミカリミテッドヴィンテージNEO」と称して、1970年代から1990年代の自動車の製品化を開始した。製品は原則として過去にトミカで製品化されなかった或いは企画段階で中止となった車種を選択しているが、本家トミカと重複している車種や、一部現行車種（主にはスポーツカー）、コンセプトカーの製品化も行われている。また両ブランドとも途中から輸入車の製品化も行っている。
派生品として2010年から半完成品のジオラマ『トミカラマヴィンテージ』、2011年から1/43スケールの『トミカリミテッドヴィンテージ43』、2020年からはミニカーとフィギュア、小規模なジオラマをセットにした『ジオコレ64』が発売されている。
他ブランドのディスプレイモデルと異なる特徴として、製品に鑑賞用のアクリルケースやねじ止め用の台座はなく、トミカと同じサイズのケースに梱包されており、箱にはトミカと同様の実車イラストが描かれている。また一部のモデルについては上下にかぶせる形の大箱を使用している。

## 特別シリーズ
本家トミカと同様に劇中車等の製品化が行われており、パッケージには作品解説や関係者のインタビューが掲載されている。
- 名車座
  - 1960年代の日本映画に登場した車両をモデル化。当初は東宝映画のみだったが、後に日活作品も登場した。
- 荻窪魂
  - 旧プリンス自動車荻窪工場、それを引き継いだ日産自動車荻窪事業所で開発された車種のモデル化。
- 日本車の時代
  - 日本車の歴史上エポックメーキングとなった車種について、時代背景とともに解説。
- スネークモータース
  - 所ジョージプロデュースのコレクターズブランド「スネークモータース」によるオリジナルデザインの旧車を発売。所と同社の会長であるビートたけしのスケールフィギュアが付いており、たけしは代表的なギャグである「コマネチ!」のポーズをとっている。
- CRAZY KEN'S CAR CLUB
  - 無類の自動車好きであるクレイジーケンバンド・横山剣プロデュースによるオリジナルデザインの旧車を発売。また、楽曲「横山自動車」の世界観を再現したトミカラマヴィンテージも登場した。
- 刑事ドラマ
  - 『西部警察』・『太陽にほえろ!』・『特捜最前線』・『あぶない刑事』・『大都会』の5作品の劇中で使用された車両をモデル化。シリーズを通しての企画名称はなく、製品番号は（作品タイトル-01）という形式となっている。
- 昭和のラジオデイズ
  - 首都圏のラジオ局（TBSラジオ・文化放送・ニッポン放送・ラジオ日本）で過去に使われたラジオカーをモデル化。パッケージには長年放送に携わっているパーソナリティ（ニッポン放送の場合は高嶋秀武、文化放送の場合は吉田照美など）のインタビューを掲載。